# Okręg Bagnères-de-Bigorre
Okręg Bagnères-de-Bigorre (fr. Arrondissement de Bagnères-de-Bigorre) – okręg w południowo-zachodniej Francji. Populacja wynosi 38 600.

## Podział administracyjny
W skład okręgu wchodzą następujące kantony:
- Arreau,
- Bagnères-de-Bigorre,
- Bordères-Louron,
- Campan,
- La Barthe-de-Neste,
- Lannemezan,
- Mauléon-Barousse,
- Saint-Laurent-de-Neste,
- Vielle-Aure.